# Pantoporia marguritha
Pantoporia marguritha är en fjärilsart som beskrevs av Hans Fruhstorfer 1898. Pantoporia marguritha ingår i släktet Pantoporia och familjen praktfjärilar. Inga underarter finns listade i Catalogue of Life.